# Safranal
Safranal es un compuesto orgánico aislado de azafrán, la especia que consiste en los estigmas de flores de azafrán( Crocus sativus ). Es el constituyente principalmente responsables del aroma de azafrán.
Se cree que el safranal es un producto de la degradación del carotenoide zeaxantina a través de la intermediación de picrocrocina.

## Farmacología
Safranal es un anticonvulsivo eficaz demostrado que actúa como un agonista en GABAA receptores. Safranal también exhibe alta actividad antioxidante captadora de radicales libres,  mostrando citotoxicidad hacia las células cancerosas in vitro.  También se ha demostrado que tienen propiedades antidepresivas.